# Intel Core
Intel Core (произносится примерно: Ко[р]) — торговая марка микропроцессоров, производимых компанией Intel.
Процессоры линейки Core являются преемниками процессоров предыдущего поколения, представленных моделями Pentium и Celeron.
Для использования в серверах имеются более «продвинутые» версии процессоров Core под маркой Xeon. В данный момент серия насчитывает 14 поколений.
В июне 2009 года компания объявила об упразднении многообразия вариантов данной торговой марки (например, Core 2 Duo, Core 2 Quad, Core 2 Extreme) в пользу четырёх ключевых наименований: Core i3, Core i5, Core i7 и Core i9.

## Обзор семейства Core
| Семейство процессоров Intel Core | Семейство процессоров Intel Core              | Семейство процессоров Intel Core                       | Семейство процессоров Intel Core              | Семейство процессоров Intel Core | Семейство процессоров Intel Core | Семейство процессоров Intel Core  | Семейство процессоров Intel Core |
| Марка                            | Стационарные                                  | Стационарные                                           | Стационарные                                  | Мобильные                        | Мобильные                        | Мобильные                         |                                  |
| Марка                            | Кодовое имя                                   | Кол-во ядер                                            | Дата выпуска                                  | Кодовое имя                      | Кол-во ядер                      | Дата выпуска                      |                                  |
| -------------------------------- | --------------------------------------------- | ------------------------------------------------------ | --------------------------------------------- | -------------------------------- | -------------------------------- | --------------------------------- | -------------------------------- |
| Core Duo                         | Версия для настольных компьютеров отсутствует | Версия для настольных компьютеров отсутствует          | Версия для настольных компьютеров отсутствует | Yonah                            | 2 (65 нм)                        | Январь 2006                       |                                  |
| Core Solo                        | Версия для настольных компьютеров отсутствует | Версия для настольных компьютеров отсутствует          | Версия для настольных компьютеров отсутствует | Yonah                            | 1(65 нм)                         | Январь 2006                       |                                  |
| Core 2 Duo                       | Conroe Allendale Wolfdale                     | 2 (65 нм) 2 (45 нм)                                    | Август 2006 Январь 2006 Январь 2008           | Merom Penryn                     | 2 (65 нм) 2 (45 нм)              | Июль 2006 Январь 2008             |                                  |
| Core 2 Extreme                   | Conroe XE Kentsfield XE Yorkfield XE          | 2 (65 нм) 4 (65 нм) 4 (45 нм)                          | Июль 2006 Ноябрь 2006 Ноябрь 2007             | Merom XE Penryn XE               | 2 (65 нм) 2 (45 нм) 4 (45 нм)    | Июль 2007 Январь 2008 Август 2008 |                                  |
| Core 2 Quad                      | Kentsfield Yorkfield                          | 4 (65 нм) 4 (45 нм)                                    | Январь 2007 Март 2008                         | Penryn                           | 4 (45 нм)                        | Август 2008                       |                                  |
| Core 2 Solo                      | Версия для настольных компьютеров отсутствует | Версия для настольных компьютеров отсутствует          | Версия для настольных компьютеров отсутствует | Merom-L Penryn-3M                | 1 (65 нм) 1 (45 нм)              | Сентябрь 2007 Май 2008            |                                  |
| Core i3                          | Clarkdale                                     | 2 (32 нм)                                              | 7 января 2010 года                            | Arrandale                        | 2 (32 нм)                        | 7 января 2010 года                |                                  |
| Core i5                          | Lynnfield Clarkdale                           | 4 (45 нм) 2 (32 нм)                                    | 2012                                          | Arrandale                        | 2 (32 нм)                        | 2012 год                          |                                  |
| Core i7                          | Bloomfield Lynnfield                          | 4 (45 нм)                                              | 2008                                          | Clarksfield Arrandale            | 4 (45 нм) 2 (32 нм)              | 2008                              |                                  |
| Core i7 Extreme Edition          | Bloomfield Gulftown                           | 4 (45 нм) 6 (32 нм)                                    | Ноябрь 2008                                   | Clarksfield                      | 4 (45 нм)                        | Ноябрь 2008                       |                                  |
| Core i9                          | Skylake-X Coffee Lake-H                       | 10 (14 нм) 12 (14 нм) 14 (14 нм) 16 (14 нм) 18 (14 нм) | Май 2018                                      | Skylake-X Coffee Lake-H          | 6 (14 нм) 8x12 (14 нм)           | Май 2018                          |                                  |
| Список микропроцессоров Intel    |                                               |                                                        |                                               |                                  |                                  |                                   |                                  |

## Первое поколение — Yonah
Yonah — кодовое имя первого поколения мобильных процессоров компании Intel, произведённых с использованием техпроцесса 65 нм, основанных на архитектуре Banias/Dothan Pentium M, с добавленной технологией защиты LaGrande. Общая производительность была увеличена за счёт добавления поддержки SSE3 расширений и усовершенствования поддержки расширений SSE и SSE2. Но при этом общая производительность немного снижается в связи с более медленным кэшем (а точнее, в связи с его высокой латентностью). Дополнительно Yonah поддерживает технологию NX bit.
EM64T (расширения Intel x86-64) не поддерживаются Yonah. Однако EM64T присутствует в наследнике Yonah, Core 2, имеющем кодовое имя Merom.
Многие считали, что такой недостаток, как отсутствие поддержки 64 бит в Yonah, приведёт к значительным ограничениям в перспективе. Однако распространенность тогда 64-битных ОС была ограничена отсутствием спроса на рынке (ситуация начала меняться лишь после 2008 года). К тому же, мало каким ноутбукам требовалась поддержка более 2 Гб оперативной памяти — соответственно, не было необходимости в 64-битной адресации. Отсюда многие люди склонны доверять производителям и продавцам мобильных компьютеров, утверждающим, что поддержка EM64T в данный момент не востребована.
Исходя из этого, некоторые рассматривают Core как временную замену, которая позволила Intel закрыть переход между серией Pentium и 64-битными Intel Core 2 процессорами, которые стали доступны летом 2006 года.
В соответствии с планами Intel по выпуску мобильных процессоров на 2005 год видится, что Intel в основном собирается сфокусироваться на большом энергопотреблении своих p6+ Pentium M и намеревается уменьшить его на 50 % при помощи Yonah. Intel планирует продолжить выпуск настольной (NetBurst) архитектуры с уменьшенным энергопотреблением для производительных мобильных решений и использование процессоров Pentium M/Core для средне- и низкопроизводительных решений с низким энергопотреблением. Данная политика была изменена позже, когда стало тяжело сохранять энергопотребление и при этом наращивать производительность там, где это только возможно. Intel сменил политику и отказался от NetBurst и заменил его на p6+ Pentium M/Core. Это вывело p6+ Pentium M/Core в высокопроизводительные и низкопотребляющие решения.
Платформа Yonah устроена таким образом, что любые обращения к оперативной памяти проходят через северный мост, что увеличивает задержки по сравнению с платформой от компании AMD Turion. Эта слабость присуща всей линейке процессоров Pentium (настольным, мобильным и серверным). Однако синтетические тесты показывают, что огромный кэш 2-го уровня вполне эффективно компенсирует задержки при обращении к оперативной памяти, что минимизирует уменьшение производительности из-за больших задержек в реальных приложениях.

### Core Duo
Intel Core Duo был представлен 5 января 2006 года, наряду с другими компонентами платформы Napa. Это первый процессор компании Intel, который используется в компьютерах Apple Macintosh (компьютер, включённый в Apple Developer Transition Kit, использовал процессор Pentium 4, но он не поступал в широкую продажу и предназначался только для нужд разработчиков).
Core Duo имеет два ядра, 2 Мб кэша 2-го уровня (на оба ядра) и шину управления для контроля над кэшем 2-го уровня и системной шиной.
Компоненты управления питанием ядра включают в себя блок температурного контроля, который способен управлять отдельно питанием каждого ядра, добиваясь в результате очень эффективного управления питанием.
В противовес предыдущим заявлениям, Intel Core Duo поддерживает технологию виртуализации от компании Intel под названием Vanderpool, исключая модель T2300E, как показывают Intel Centrino Duo Mobile Technology Performance Brief Архивная копия от 15 июня 2006 на Wayback Machine и Intel’s Processor Number Feature Table Архивная копия от 6 июля 2006 на Wayback Machine.
Технические характеристики
Ядро Core Duo содержит 151 миллион транзисторов, включает в себя общий для обоих ядер 2Мб кэш 2-го уровня. Конвейер Yonah содержит 14 стадий, предсказатель переходов, работающий на частоте от 2,33 до 2,50 ГГц. Обмен данными между кэшем 2-го уровня и ядрами осуществляется посредством арбитражной шины, что уменьшает нагрузку на системную шину. В результате операция обмена данными ядро — кэш 2-го уровня составляет от 10 циклов (Dothan Pentium M) до 14 тактов. С возрастанием тактовых частот начинают очень сильно расти задержки.
Процессоры Intel Core осуществляют соединение с набором системной логики посредством 667 MT/s системной шины (против 533 MT/s системной шины, которая применялась в Pentium M).
Yonah поддерживают наборы системной логики Intel 945GM, 945PM и 945GT. Core Duo и Core Solo используют упаковку FCPGA6 (478 пин, Socket M[уточнить]), но при этом распиновка их не совпадает с распиновкой, использовавшейся в предыдущих Pentium M, соответственно, они требуют новых материнских плат.

### Core Solo
Intel Core Solo имеет то же двойное ядро, что и Core Duo, но рабочим является только одно из них. Это решение хорошо востребовано для одноядерных мобильных процессоров, и это позволяет Intel отключением одного из ядер создать новую линейку процессоров, физически выпуская лишь одно ядро. В конечном итоге это позволяет Intel без сильного ущерба для себя сбывать процессоры, у которых одно из ядер оказалось дефектным (ядро просто отключается, и процессор идёт в продажу под маркой Core Solo).

### Преимущества и недостатки
Преимущества:
- два вычислительных ядра без значительного увеличения потребления энергии;
- выдающаяся производительность;
- выдающийся коэффициент «производительность на ватт».

Во многих приложениях (с поддержкой обоих ядер) Yonah демонстрирует нехарактерно большое улучшение производительности над своими предшественниками.
Недостатки Yonah в значительной степени наследует от предыдущей архитектуры Pentium M:
- высокая задержка при обращении к памяти из-за отсутствия на ядре интегрированного контроллера памяти (ещё более усугубляется использованием памяти DDR2)
- слабая производительность блока операций с плавающий точкой (FPU)
- отсутствует поддержка 64-bit (EM64T)
- отсутствует Hyper-threading
- иногда показывает худшую «производительность на ватт» в однопоточных и слабораспараллеливающихся задачах, по сравнению со своими предшественниками.

## Sossaman
Производное от Yonah, кодовое имя Sossaman, представлено 14 марта 2006 года как Dual-Core Xeon LV. Sossaman фактически является Yonah, за исключением того, что Sossaman поддерживает конфигурации с двумя процессорными разъёмами (всего 4 ядра).
Процессор Sossaman для серверов, который базируется на ядре Yonah, также является EM64T-совместимым. Для рынка серверов, являющегося более требовательным, все основные ОС уже имеют поддержку EM64T.

## Преемник
Преемник Core, линейка процессоров Intel Core 2, основывается на микроархитектуре Intel Core. Выход Intel Core 2 привёл к прекращению разделения процессоров Intel на настольные и мобильные, процессоры Core 2 будут представлены как двух-, так и одноядерными продуктами для настольных и мобильных компьютеров, в то время как процессоры Intel Core предназначены для ноутбуков. Среди основных отличий Core 2 стоит отметить 64-разрядность и поддержку технологии EM64T, что на практике позволяет использовать в системе более 4 Гб оперативной памяти в 64-битных системах Microsoft. Unix-совместимые системы и некоторые версии Windows NT поддерживают адресацию памяти до 64 Гб и на 32-битных процессорах за счет применения PAE.